# Kaliningrad-Sortirowocznyj
Kaliningrad-Sortirowocznyj (ros. Калининград-Сортировочный; dosł. Kaliningrad Rozrządowy) – rozrządowa stacja kolejowa w Królewcu, w obwodzie królewieckim, w Rosji. Położona jest obok stacji Kaliningrad-Passażyrskij.